# Marc Peduceu Priscí
Marc Peduceu Priscí (en llatí Marcus Peducaeus Priscinus) va ser un magistrat romà que va viure a finals del segle i i principis del segle ii, sota els emperadors Domicià, Nerva, Trajà i Hadrià. Era fill probablement de Corneli Prisc.
Va ser nomenat cònsol per voluntat de Trajà l'any 110 junt amb Servi Corneli Escipió Salvidiè Òrfit (Servius Cornelius Scipio Salvidienus Orfitus). Entre els anys 124 i 125, ja sota Hadrià, va ser procònsol de la província romana d'Àsia.
Va tenir un fill, Marc Peduceu Estolga Priscí, que va ser cònsol l'any 141.